# 伝票

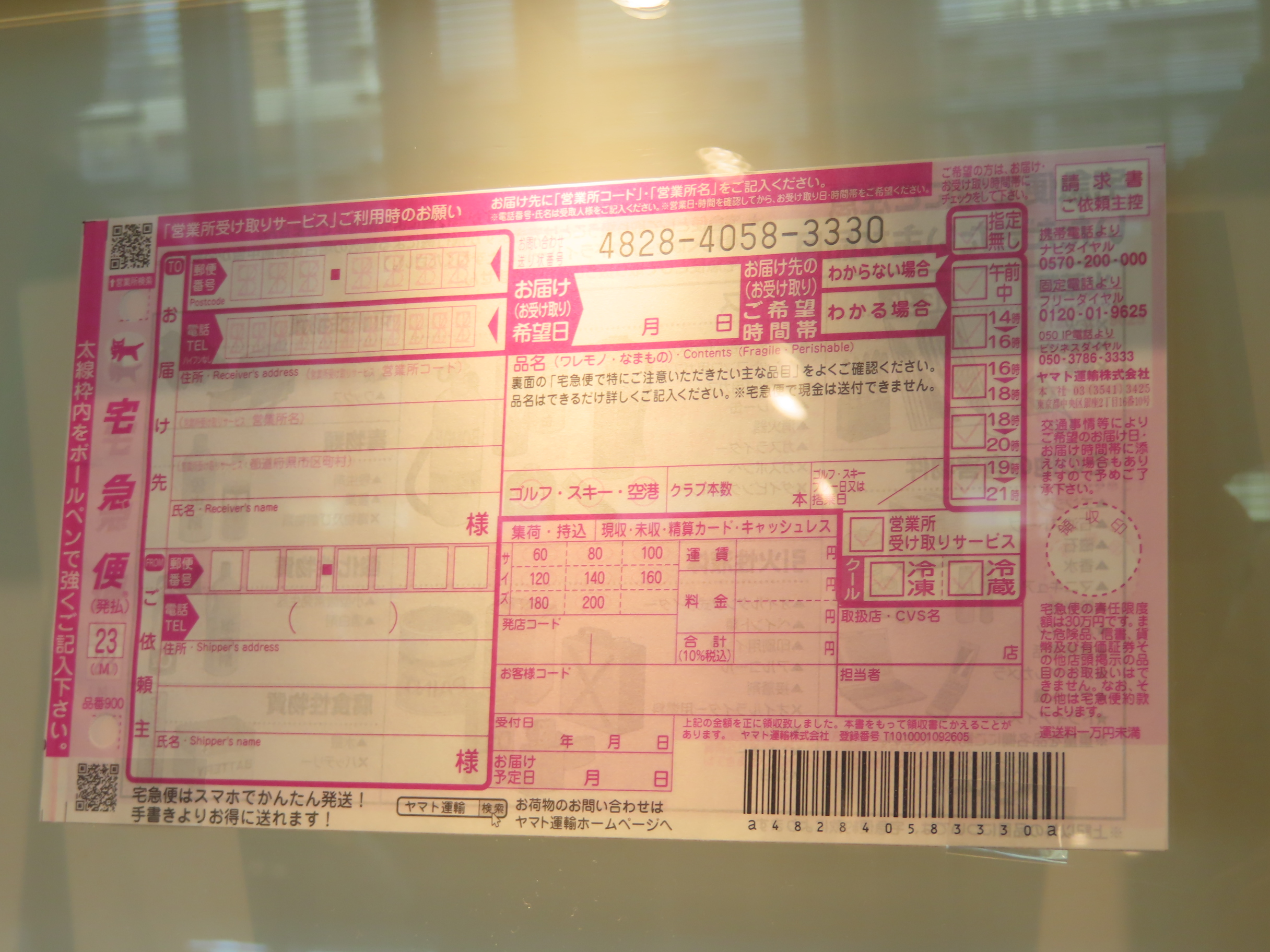
伝票の一種である発送伝票（送り状）

伝票(でんぴょう、英：voucher)とは、会社・商店などで、金銭の出入や取引内容などを記入仕訳する一定の様式を備えた書簡である。
これは、仕訳日計表などに使われる。

## 概要
あらゆる取引に関する責任を明らかにし、後日の金銭問題に対する客観的な物的証拠にもなる書簡である。入金伝票・出金伝票・振替伝票・仕入伝票・売上伝票など。その他、会計伝票、受発注伝票・契約伝票・入出庫管理伝票・作業管理伝票・保証書など様々な用途の伝票がある。
伝票の様式は商習慣から自然発生的に定められたものが多い。